# Reial Força Aèria Australiana
La Real Força Aèria Australiana (en anglès: Royal Australian Air Force, abreujada com RAAF) és la força aèria de la Força de Defensa Australiana.

## Història
La RAAF va ser creada al març de 1912 com a resultat de la Conferència Imperial de Londres de 1911. S'hi va decidir que l'aviació havia de ser inclosa en les Forces armades de l'Imperi britànic. Austràlia va ser el primer país que va portar a la pràctica la decisió amb l'aprovació per a la creació d'una escola de vol, l'Escola principal de vol de la RAAF (Central Flying School RAAF), en Point Cook, Victoria, el 22 d'octubre de 1912.
No obstant això, la força aèria com a tal, no es va constituir fins a 1921 de forma completament independent i tenint en els seus inicis al Cos Aeri Australià (Australian Flying Corps, 1912). Va ser la segona força aèria oficial de l'Imperi Britànic després de la RAF.
La RAAF ha participat en molts dels majors conflictes del segle XX incloent la Primera i la Segona Guerra Mundial, la Guerra de Corea i la Guerra de Vietnam. Més recentment la RAAF va participar en la Invasió de l'Iraq de 2003.

## Lema
El lema de l'escut d'armes de la RAAF és la frase en llatí «Per Àrdua ad Astra» (en espanyol A través de la dificultat fins als estels), la traducció dels quals en anglès que el Departament de defensa fa és «Through Struggle to the Stars» (A través de la lluita fins als estels), i que és el mateix que usa la Royal Air Force, encara que tots dos difereixen lleugerament en la traducció a l'anglès usant «adversitat» en lloc de «lluita», una traducció més propera al significat literal del llatí.

## Aeronaus
En 2011, les següents aeronaus eren operades per la RAAF:
| Tipus                                   | Aeronau                               | Models           | En servei        | Origen           | Imatge           |                  |
| Avions de Combat                        | Avions de Combat                      | Avions de Combat | Avions de Combat | Avions de Combat | Avions de Combat | Avions de Combat |
| --------------------------------------- | ------------------------------------- | ---------------- | ---------------- | ---------------- | ---------------- | ---------------- |
| Cazabombarder                           | McDonnell Douglas F/A-18 Hornet       | F/A-18A F/A-18B  | 54 17            | Estats Units     |                  |                  |
| Caça Polivalent                         | Boeing F/A-18I/F Super Hornet         | F/A-18I F/A-18F  | 20 4             | Estats Units     |                  |                  |
| Avions d'Entrenament                    |                                       |                  |                  |                  |                  |                  |
| Entrenament en combat i atac lleuger    | BAE Systems Hawk                      | Hawk 127         | 33               | Suïssa           |                  |                  |
| Entrenament Avançat                     | Pilatus PC-9                          | PC-9M            | 65               | Suïssa           |                  |                  |
| Entrenament                             | Beechcraft Super King Air             | B300             | 8                | Estats Units     |                  |                  |
| Avions de Transport I Patrulla Marítima |                                       |                  |                  |                  |                  |                  |
| Transport Tàctic                        | Lockheed C-130 Hercules               | C-130H           | 8                | Estats Units     |                  |                  |
| Transport Tàctic                        | Lockheed Martin C-130J Super Hercules | C-130J-30        | 12               | Estats Units     |                  |                  |
| Transport Estratègic                    | Boeing C-17 Globemaster III           | C-17A            | 5                | Estats Units     |                  |                  |
| Patrullaje Marítim i ASW                | Lockheed P-3 Orion                    | P-3C AP-3C       | 3 18             | Estats Units     |                  |                  |
| Transport Mitjà                         | de Havilland Canada DHC-4 Caribou     | DHC-4            | 10               | Canadà           |                  |                  |
| Transporti VIP                          | Boeing Business Jet                   | BBJ 737          | 2                | Estats Units     |                  |                  |
| Transporti VIP                          | Bombardier Challenger 600             | CL 604           | 4                | Canadà           |                  |                  |

Guerra electronica: || EA-18g Growler|| 4 rebuts de 12 comandes